# Entoloma juniperinum
Entoloma juniperinum är en svampart som tillhör divisionen basidiesvampar, och som beskrevs av Jan Johannes Barkman och Machiel Evert ("Chiel") Noordeloos. Entoloma juniperinum ingår i släktet Entoloma, och familjen Entolomataceae. Arten är reproducerande i Sverige.